# Al-A'la

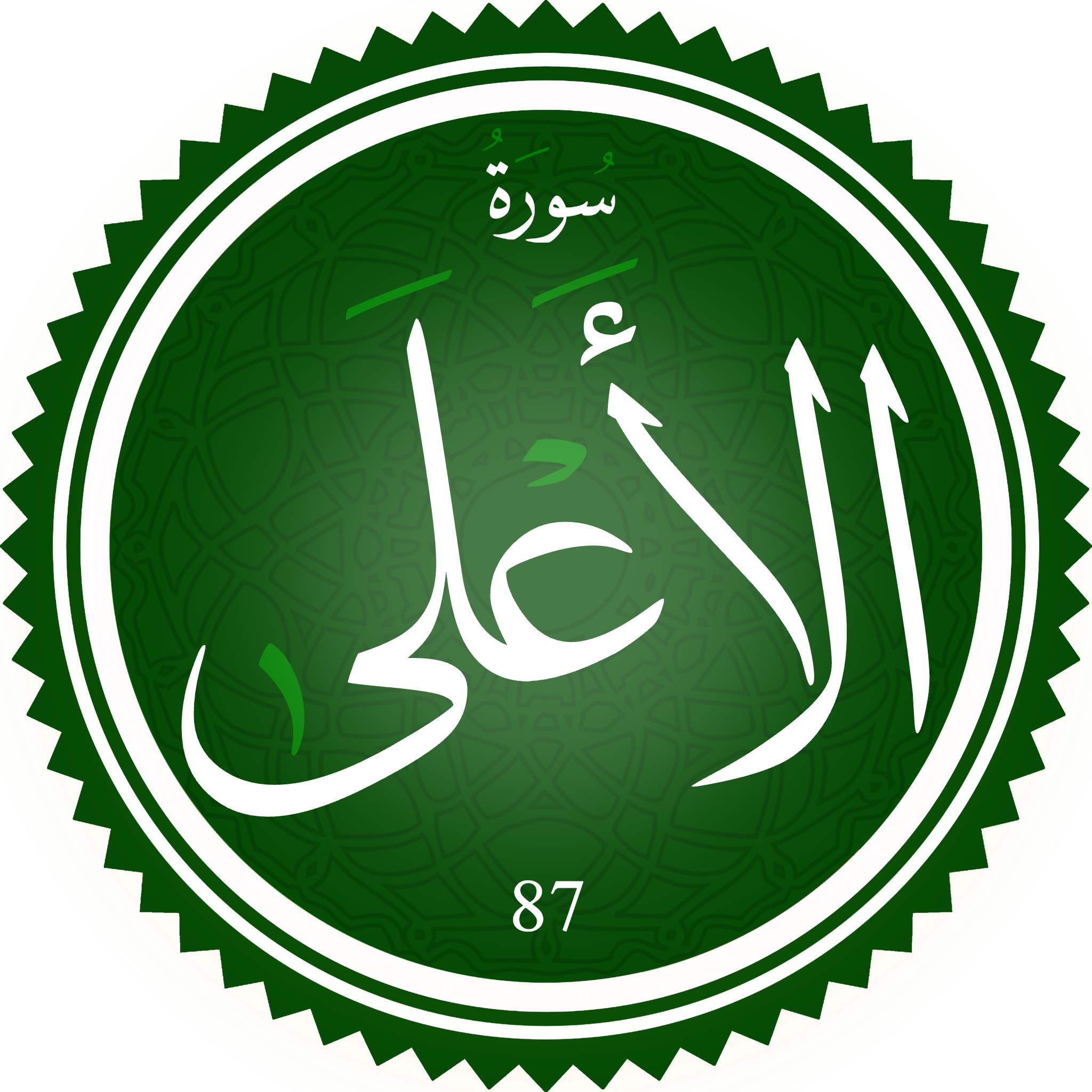
Sura al-A'la.

Al-A'lā (arabiska: الأعلى al-Aʿlà, "Den högste") är den åttiosjunde suran i Koranen med 19 verser (ayah). Den är från Mekka-perioden.
Al-A'lā sades vara en av profeten Muhammeds favoriter. Suran innehåller det grundläggande islamiska konceptet om liv och existens, Allahs (Guds) enhet, verkligheten med gudomliga uppenbarelser och belöningarna och straffen i livet efter detta.
Människor döljer ofta saker för varandra och för sig själva likaså. Suran påminner läsaren om att Allah vet vad som redovisas och vad som förblir dolt. Den sista versen i suran bekräftar att budskapet i denna sura också uppenbarades för Abraham (Ibrahim) och Moses (Musa) i deras skrifter.